# 東川村 (高知県安芸郡)
東川村（ひがしがわむら）は、高知県安芸郡にあった村。現在の安芸市の北東部、伊尾木川の上流域にあたる。

## 地理
- 山岳：八杉森、桑ノ木山、綾木森、稗己屋山、宝蔵山、烏帽子ヶ森、西又山、久々場山、杉ノ谷山
- 河川：伊尾木川、横荒川、江川川

## 歴史
- 1889年（明治22年）4月1日 - 町村制の施行により、奈比賀村・入河内村・黒瀬村・大井村・古井村・島村・別役村の区域をもって発足。
- 1954年（昭和29年）8月1日 - 安芸町・伊尾木村・川北村・畑山村・井ノ口村・土居村・赤野村と合併して安芸市が発足。同日東川村廃止。